# Cerinský potok
Cerinský potok je chráněný areál v oblasti Štiavnické vrchy.
Nachází se v katastrálním území obcí Čebovce a Kosihovce v okrese Veľký Krtíš v Banskobystrickém kraji. Území bylo vyhlášeno či novelizováno v roce 1997 na rozloze 6,2787 ha. Ochranné pásmo nebylo stanoveno.